# 高畠菜那
高畠 菜那（たかばたけ なな、2000年2月21日 - ）は、NHK金沢放送局の契約キャスター。元モデル、女優。

## 人物
石川県金沢市出身。
幼少期からモデル事務所アドバンス社に所属。
2013年に結成されたアイドルグループJumpin'に4年間在籍。
高校ではチアリーダー部に所属。

2018年 ミス・アースジャパン2018石川富山合同大会 準グランプリのMiss Water賞・特別賞のMiss BestFriend賞　受賞。

2019年 MISS INTERNATIONAL JAPAN 2019のファイナリストに選出。

2022年 テレビ金沢「となりのテレ金ちゃん」に学生リポーターとして出演。

2022年3月 事務所を退所しNHK金沢放送局所属の契約キャスターとなった。

## 趣味･特技
- ゴルフ・水泳・水墨画
- 食べること（甘党）、歌って踊ること
- 温泉ソムリエ・温泉観光実践士
- 日本化粧品検定1級

## 担当番組
- かがのと
- ニュース（NHK金沢ローカル）
- かがのとラジオ［ラジオ第一］

### タレント時代
- 映画 夏色ソフト　金沢シャッターガール
- 映画「ママ、ごはんまだ?」(肥田しほり役/2017年)
- TBSドラマ「日曜劇場 99.9-刑事専門弁護士- SEASONⅡ」(ウエイトレス役/2018年)
- テレビ金沢「となりのテレ金ちゃん」学生リポーター